# 赤神良譲
赤神 良譲（あかがみ りょうじょう、1892年10月30日 - 1953年4月6日）は大正時代から昭和時代初期に活動した日本の社会学者、経済学者、教育者。良譲は僧名で旧名は外蔵、別名崇弘。戦後は教蔵院住職も務めた。

## 経歴
新潟県三島郡寺泊町（現 長岡市）に生まれる。1919年（大正8年）に東京帝国大学文学部社会学科、1923年（昭和12年）に法学部政治学科を卒業。同大助手を経て1922年（大正11年）5月に明治大学教授となった。
1934年（昭和9年）、北陸日日新聞（現北日本新聞）に主筆として迎えられ、新聞統制で他の3紙と統合となる1940年（昭和15年）まで在職した。
ソビエト連邦の政治やマルクス経済学の研究を進めていたが、
第二次世界大戦以前は国家主義者としても活動。1939年（昭和14年）に対支同志会が主催した「英国排撃市民大会」では、イギリスの東洋政策を厳しく批判する演説を行った。
一方、『キツスとダンスと自殺の学説』（1930年）や『猟奇の社会相』（1931年）など、当時の社会風俗である「エロ・グロ・ナンセンス」を社会学的に考察した著作もある。
スポーツとの関わりも深く、明治大学ラグビー部の初代部長も務めた。
1947年（昭和22年）2月に教職員適格審査で不適格とされたが、1951年（昭和26年）10月に不適格解除となった。
1953年（昭和28年）4月6日、62歳で没した。

## 著作
- 『社会學入門』 丁酉出版社 1930年
- 『獵奇の社會相』 新潮社 1931年
- 『宗教問題と反宗教運動』 大東出版社 1931年
- 『文明に於ける野蠻』三也書店 1932年
- 『滿蒙封建論』章華社 1933年
- 『變態社會の理論的考察』明大學會 1933年
- 『近世露西亞政治史』章華社 1934.6
- 『スターリンの中立及戰爭政策』出版社不明 1941年
- 『近世露西亜政治史』日本政治経済研究所 1941年
- 『民主主義的政治家のための雄弁学』
- 『反省の哲學』竹井書房 1947年
- 『環境社会学』竹井出版 1948年
- 『唯物史觀の分析』明治大学学生雑誌部 1948年
- 『マルクスの生涯とその思想体系 = Karl Heinrich Marx : sein Leben und Wirken』日本政治経済研究所 1949年